# Vilmos Kohut
Vilmos Kohut (en húngaro: Kohut Vilmos, nacido como Vilmos Kohaut; Budapest, 17 de julio de 1906 – ibídem, 18 de febrero de 1986), también conocido en Francia como Willy Kohut, fue un jugador y entrenador de fútbol húngaro. En su etapa como jugador profesional se desempeñaba como delantero.

## Selección nacional
Fue internacional con la selección de fútbol de Hungría en 25 ocasiones y convirtió 14 goles. Formó parte de la selección subcampeona de la Copa del Mundo de 1938.

### Participaciones en Copas del Mundo
| Mundial                        | Sede    | Resultado  | Partidos | Goles |
| ------------------------------ | ------- | ---------- | -------- | ----- |
| Copa Mundial de Fútbol de 1938 | Francia | Subcampeón | 2        | 1     |

## Clubes

### Como jugador
| Club                  | País    | Año       |
| --------------------- | ------- | --------- |
| Ferencvárosi TC       | Hungría | 1924-1933 |
| Olympique de Marsella | Francia | 1933-1939 |
| Nîmes Olympique       | Francia | 1939-1940 |
| FC Antibes            | Francia | 1945-1946 |

### Como entrenador
| Club                  | País    | Año       |
| --------------------- | ------- | --------- |
| Olympique de Marsella | Francia | 1938-1939 |
| Nîmes Olympique       | Francia | 1939-1940 |
| FC Antibes            | Francia | 1945-1946 |

## Palmarés

### Campeonatos nacionales
| Título              | Club                  | País    | Año  |
| ------------------- | --------------------- | ------- | ---- |
| Nemzeti Bajnokság I | Ferencvárosi TC       | Hungría | 1926 |
| Nemzeti Bajnokság I | Ferencvárosi TC       | Hungría | 1927 |
| Copa de Hungría     | Ferencvárosi TC       | Hungría | 1927 |
| Nemzeti Bajnokság I | Ferencvárosi TC       | Hungría | 1928 |
| Copa de Hungría     | Ferencvárosi TC       | Hungría | 1928 |
| Nemzeti Bajnokság I | Ferencvárosi TC       | Hungría | 1932 |
| Copa de Hungría     | Ferencvárosi TC       | Hungría | 1933 |
| Copa de Francia     | Olympique de Marsella | Francia | 1935 |
| Division 1          | Olympique de Marsella | Francia | 1937 |
| Copa de Francia     | Olympique de Marsella | Francia | 1938 |

### Copas internacionales
| Título                 | Club            | Sede            | Año  |
| ---------------------- | --------------- | --------------- | ---- |
| Copa de Europa Central | Ferencvárosi TC | Viena (Austria) | 1928 |

### Distinciones individuales
| Distinción                    | Año  |
| ----------------------------- | ---- |
| Futbolista del año en Hungría | 1927 |